# آلیاژ آهنی
الیاژ آهنی به آلیاژهای گوناگون آهن گفته می‌شود که به‌طور نسبی بالای یک یا چند عنصر دیگر مانند منگنز، آلومینیم یا سیلیسیم قرار دارد و در تولید انواع فولاد و آلیاژها مورد استفاده قرار می‌گیرد. این آلیاژها ویژگی‌های متمایزی را به فولاد و چدن می‌دهند و با صنعت فولاد و فراورده‌های فلزی، ارتباط نزدیکی دارند. کشورهای پیشرو در تولید آلیاژهای آهن در سال ۲۰۱۴ چین، آفریقای جنوبی، هند، روسیه و قزاقستان بودند که ۸۴ درصد از تولید جهانی را به خود اختصاص دادند. تولید جهانی آلیاژهای آهنی ۵۲٫۸ میلیون تن در سال ۲۰۱۵ برآورد شده‌است.

## ترکیبات
- FeAl - فروآلومینیوم
- FeB - فروبور - ۱۲–۲۰٪ بور، حداکثر ۳٪ سیلیکون، حداکثر ۲٪ آلومینیم، حداکثر ۱٪ کربن
- FeCe - فروسریوم
- FeCr - فروکروم
- FeMg - فرومنیزیم
- FeMn - فرومنگنز
- FeMo - فرومولیبدن – حداقل ۶۰٪ Mo، حداکثر ۱٪ سیلیکون، حداکثر ۰٫۵٪ مس
- FeNb - فرونیوبیم
- FeNi - فرونیکل (و نیکل چدن)
- Fep - فرو فسفر
- FeSi - فروسیلیسیم – مقدار Si بین ۱۵٪ تا ۹۰٪
- FeSiMg - فروسیلیکون منیزیم (با منیزیم ۴٪ تا ۲۵٪) که به آن ندولایزر نیز می‌گویند.
- FeTi - فروتیتانیوم – ۱۰..۳۰–۶۵..۷۵٪ تیتانیم، حداکثر ۵–۶٫۵٪ آلومینیم، حداکثر ۱–۴٪ سیلیکون
- FeU - فرو اورانیوم
- FeV - فرووانادیوم
- FeW - فروتنگستن

## تولید، بر اساس فرایندها

Evolution of the global ferroalloys production, by processes.

آلیاژهای آهن به‌طور کلی به دو روش تولید می‌شوند: در کوره بلند یا احیای مستقیم. تولید در کوره بلند در طول قرن بیستم به‌طور مداوم کاهش یافت، در حالی که تولید به روش احیای مستقیم همچنان در حال افزایش است. امروزه فرومنگنز را می‌توان به‌طور مؤثر در کوره بلند تولید کرد، اما حتی در این حالت نیز، تولید این آلیاژ به روش احیای مستقیم در حال گسترش است. معمولاً آلیاژهای آهن توسط واکنش‌های کربوترمیک تولید می‌شوند که شامل کاهش اکسیدها با کربن (به عنوان کک) در حضور آهن است. برخی از آلیاژهای آهن با افزودن عناصر به آهن مذاب تولید می‌شوند. همچنین امکان تولید برخی فروآلیاژها با فرآیندهای احیای مستقیم نیز وجود دارد. به عنوان مثال، فرایند کروپ-رن در ژاپن برای تولید فرونیکل استفاده می‌شود.

## تولید و مصرف آلیاژهای آهنی

### فرومنگنز
از میان آلیاژهای منگنز، دو آلیاژ فرومنگنز و سیلیکومنگنز، مواد اصلی برای فولادسازی هستند. بزرگ‌ترین تولیدکننده فرومنگنز، چین است (۲٫۷ میلیون تن) که با اختلاف بسیار از سایر کشورها در صدر تولیدکنندگان این آلیاژ قرار دارد. تولیدکنندگان بعدی این آلیاژ به ترتیب برزیل (۰٫۳۴ میلیون تن)، آفریقای جنوبی (۰٫۶۱ میلیون تن) و اوکراین (۰٫۳۸ میلیون تن) هستند.

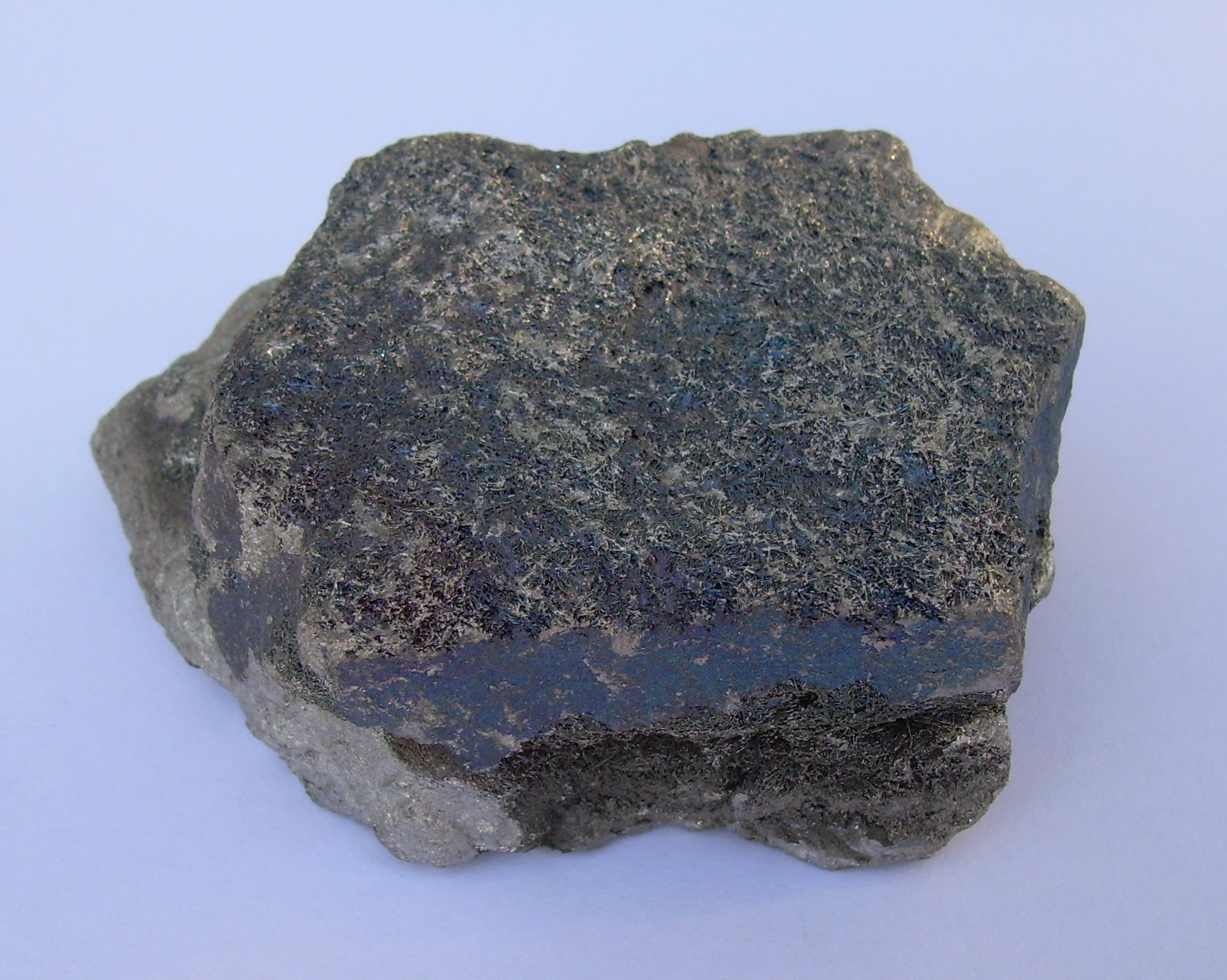
فروکروم

### فروکروم
کشورهای پیشرو در تولید سنگ کروم در سال ۲۰۱۴ شامل آفریقای جنوبی (۱۲ میلیون تن)، قزاقستان (۳٫۷ میلیون تن)، هند (۳٫۵ میلیون تن) و ترکیه (۲٫۶ میلیون تن) بودند. بیشتر تولید سنگ کرومیت تولید شده در کوره‌های قوس الکتریکی برای استفاده در صنعت متالورژی جهت تولید فروکروم برای صنعت متالورژی ذوب می‌شود. کشورهای پیشرو در تولید فروکروم در جهان در سال ۲۰۱۴ چین (۴٫۵ میلیون تن)، آفریقای جنوبی (۳٫۶ میلیون تن)، قزاقستان (۱٫۲ میلیون تن) و هند (۰٫۹ میلیون تن) بودند. میزان تولید فروکروم در جهان ۱۱٫۷ میلیون تن در سال بود که این عدد در سال ۲۰۱۴ به ۴۱٫۷ میلیون تن در سال رسید. بیشتر فروکروم تولید شده در جهان صرف ساخت فولاد ضدزنگ می‌شود.

### فرومولیبدن
اصلی‌ترین تولیدکنندگان این آلیاژ عبارتند از شیلی (۱۶۹۱۸ تن)، چین (۴۰۰۰۰ تن) و ایالات متحده که حدود ۷۸ درصد از تولید جهانی سنگ معدن مولیبدنیت را در سال ۲۰۰۸ به خود اختصاص دادند. همچنین دیگر تولیدکنندگان آن شامل کانادا، مکزیک و پرو است که باقی تولید را به خود اختصاص داده‌اند. کنسانتره‌های مولیبدنیت برای تشکیل اکسید مولیبدیک برشته می‌شوند که می‌تواند به فرومولیبدن، مواد شیمیایی مولیبدن یا فلز مولیبدن تبدیل شوند. اگرچه ایالات متحده دومین کشور پیشرو در تولید مولیبدن در جهان در سال ۲۰۰۸ بود، اما بیش از ۷۰ درصد فرومولیبدن مورد نیاز خود را در سال ۲۰۰۸ وارد نمود که بیشتر آن را در صنایع فولاد مورد استفاده قرار داد.

### فرونیکل
بسیاری از شهاب‌سنگ‌هایی که به زمین می‌افتند از جنس فرونیکل بوده و به شکل کاماسیت یا تانیت هستند. ساختار کریستالی فرونیکل به شکل FCC بوده که می‌تواند به شکل‌های فریت، مارتنزیت یا آستنیت باشد.
در سال ۲۰۰۸ کشورهای پیشرو در تولید این آلیاژ شامل ژاپن (۳۰۱۰۰۰ تن) کالدونیای جدید (۱۴۴۰۰۰ تن) و کلمبیا (۱۰۵۰۰۰ تن) بودند که ۵۱ درصد از تولید جهانی این آلیاژ را به خود اختصاص داده‌اند. با توجه به تولید بالای این آلیاژ توسط کشور چین، این کشور در این آمار محاسبه نشده‌است.

### فرو سیلیسیم

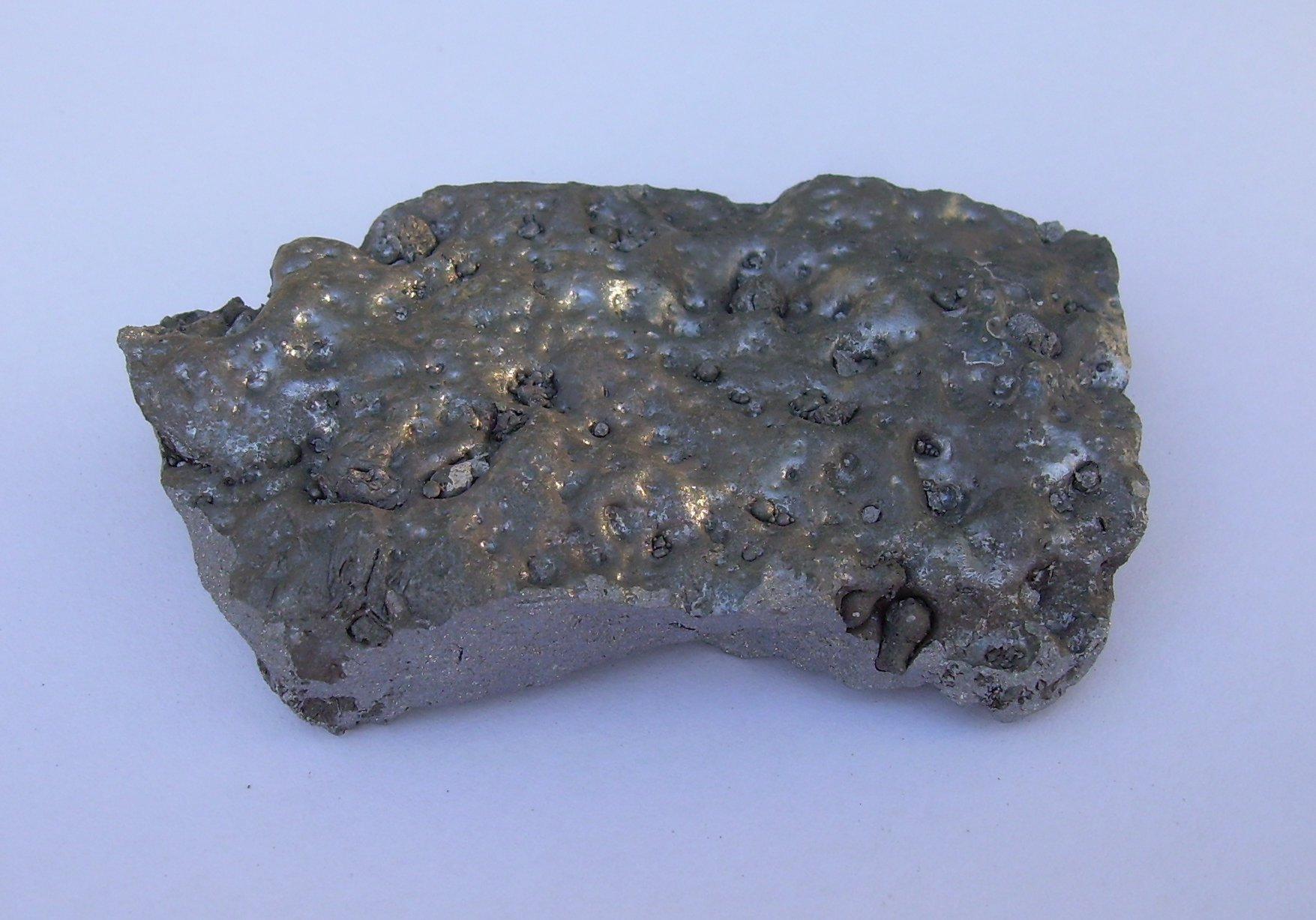
فرو سیلیسیم

فروسیلیسیم آلیاژی از آهن و سیلیسیم است که در کوره قوس الکتریکی و در درصدهای مختلف از جمله ۱۰ تا ۹۰ درصد تولید می‌گردد؛ این آلیاژ برای تولید فولاد و چدن مصرف می‌شود که از آن‌ها به عنوان اکسید زدا استفاده می‌شود. منظور از درصد میزان سیلیسیم موجود در آلیاژ است، اما درصدهای مورد نیاز صنعت به خصوص صنایع فولادسازی ۷۰ تا ۷۵ درصد است. از جمله عناصر دیگر که در این آلیاژ وجود دارد و جز عناصر ناخواسته می‌باشد، می‌توان به تیتانیم، کروم، کربن، گوگرد، آلومینیم، فسفر اشاره کرد و معمولاً اکثر فولادسازها با درصد آلومینیم زیر ۲ درصد درخواست می‌نمایند. فرو سیلیسیم تولیدی در سه سایز (اندازه) به بازار مصرف ارائه می‌شود: ۱–۱۰ تا ۶۰ میلی‌متر ۲–۳ تا ۱۰ میلی‌متر ۳–۰ تا ۳ میلی‌متر که هر یک از صنایع با توجه به نوع مصرف از سایز مورد نیاز استفاده می‌کنند، به عنوان مثال در صنایع فولادسازی و ریخته‌گری مداوم بیشتر از اندازه ۱۰ تا ۶۰ میلی‌متر استفاده می‌شود.
اصلی‌ترین تولیدکننده فروسیلیسیم چین با (۴٫۹ میلیون تن) در سال ۲۰۰۸ بود. دیگر تولیدکنندگان این آلیاژ شامل نروژ (۰٫۲۱ تن)، روسیه (۰٫۸۵ تن) و ایالات متحده (۰٫۲۳ میلیون تن) می‌شود.

### فروتیتانیم
تیتانیم در فولادسازی برای اکسیدزدایی، کنترل اندازه دانه و کنترل و تثبیت کربن و نیتروژن استفاده می‌شود. در طی فولادسازی، تیتانیم به دلیل دمای ذوب نسبتاً پایین و چگالی بالا معمولاً به عنوان فروتیتانیم استفاده می‌شود. فولادهایی که محتوای تیتانیم نسبتاً بالایی دارند شامل فولاد ضدزنگ، فولاد کم‌آلیاژ پراستحکام و فولادهای بینابینی می‌شود. فروتیتانیم معمولاً از ذوب القایی قراضه تیتانیم با آهن یا فولاد تولید می‌شود. علاوه بر این، آن را نیز به‌طور مستقیم از کنسانتره معدنی تیتانیم نیز تولید می‌کنند. درصدهای استاندارد فروتیتانیم ۳۰٪ و ۷۰٪ تیتانیم هستند. همچنین فروسیلیکون-تیتانیم نیز به منظور امکان افزودن همزمان سیلیکون و تیتانیم تولید می‌شود. کشورهای پیشرو در تولید فروتیتانیم عبارتند از: برزیل، چین، هند، ژاپن، روسیه، اوکراین، بریتانیا و ایالات متحده.

### فروتنگستن
تنگستن یک عنصر آلیاژی مهم در فولادهای ابزار با سرعت بالا و سایر فولادها است و به میزان کمتری در برخی از فولادهای ضدزنگ و ساختاری استفاده می‌شود. تنگستن اغلب به مذاب فولاد به عنوان فروتنگستن اضافه می‌شود که می‌تواند تا ۸۰ درصد تنگستن داشته باشد. تولید جهانی فروتنگستن تحت سلطه چین است که در سال ۲۰۰۸، ۴۸۳۵ تن (وزن ناخالص) از این آلیاژ را صادر کرد. فروتنگستن قیمت نسبتاً بالای داشته و قیمت آن حدود ۳۱ تا ۴۴ دلار برای هر کیلوگرم تنگستن است.

### فرو وانادیم

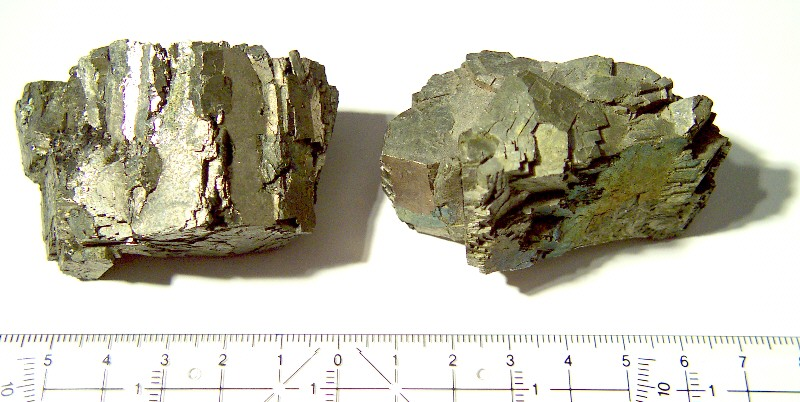
Ferrovanadium chunks

در سال ۲۰۰۸، چین، روسیه (۱۲۰۰۰ تن) و آفریقای جنوبی (۱۷۰۰۰ تن) ۹۸ درصد از تولید معدن وانادیم جهان را به خود اختصاص دادند. در این سه کشور، وانادیم عمدتاً از سنگ معدن مگنتیت حاوی تیتانیم که برای تولید آهن خام فرآوری شده بود، بازیابی می‌شود. این فرایند مستلزم احیای اکسید وانادیم (V) به وسیله واکنش آلومینوترمیک، آلومینیم (به‌عنوان عنصر احیاکننده)، و آهن قراضه است. این سرباره حاوی ۲۰ تا ۲۴ درصد پنتوکسید وانادیم بوده که می‌توان آن را به فرووانادیم حاوی ۴۰ تا ۵۰ درصد وانادیم تبدیل کرد.